# 1395
Năm 1395 là một năm trong lịch Julius.

## Mất
- Trần Nghệ Tông vị vua thứ 9 của Nhà Trần